# Nathalie Nattier
Nathalie Nattier, nom de scène de Nathalie (Natacha) Belaieff, est une actrice française, née le 19 mai 1924 à Paris, et morte le 19 juin 2010 à Lagny-sur-Marne (Seine-et-Marne).

## Biographie
En 1942, Nathalie Nattier suit les cours d'art dramatique de René Simon, d'Émile Dars et de Solange Sicard. Elle débute au cinéma en 1943 sous son véritable patronyme de Nathalie Belaieff, s'illustre deux ans plus tard sous la direction de Georges Lampin dans L'Idiot avec Gérard Philipe. 
Choisie parmi 90 candidates, elle remplace Marlène Dietrich dans Les Portes de la nuit de Marcel Carné. Mais le semi-échec tant critique que public du film la relègue aux seconds rôles dans des films de second rang jusqu'au milieu des années 1950, ce qui lui permet cependant de se démarquer des compositions tragiques de ses débuts. Elle se consacre ensuite au boulevard.
Elle effectue un retour discret au cinéma en 2002 aux côtés de son époux, le comédien et animateur radio Robert Willar, dans le film de Yann Samuell, Jeux d'enfants ; elle interprète, à la fin du film, le personnage joué par Marion Cotillard devenu vieille. 
Au cours de l'été 2006, un portrait documentaire de 52 minutes, réalisé par Armel de Lorme et Gauthier Fages de Bouteiller, lui est consacré sous le titre de Nathalie Nattier (la plus belle fille du monde).
Nathalie Nattier a vécu avec le comédien Jacques Torrens ; leur fille, la comédienne Tania Torrens, a été longtemps sociétaire de la Comédie-Française. Avec Robert Willar, elle est la mère de la comédienne chanteuse et musicienne Barbara Willar.
Nathalie Nattier est morte en juin 2010 à l'hôpital de Lagny-sur-Marne. Ses obsèques ont été célébrées au cimetière russe de Sainte-Geneviève-des-Bois (Essonne) le vendredi 25 juin 2010.

## Filmographie
- 1943 : Un seul amour de Pierre Blanchar
- 1945 : Étrange Destin de Louis Cuny : Germaine
- 1945 : Mission spéciale de Maurice de Canonge : Wanda Vanska – Film projeté en deux époques
- 1945 : Nuits d'alerte de Léon Mathot
- 1945 : Seul dans la nuit de Christian Stengel : Louise Chabot
- 1946 : L'Idiot de Georges Lampin : Aglaé Epantchine
- 1946 : Le Château de la dernière chance de Jean-Paul Paulin : Yolande
- 1946 : Les Portes de la nuit de Marcel Carné : Malou Sénéchal
- 1948 : Le Mystère Barton de Charles Spaak : Evelyn
- 1949 : Un fin limier de Georges Jaffé (court métrage)
- 1949 : Un garçon-garçon de Georges Meunier (court métrage)
- 1950 : Fusillé à l'aube d'André Haguet : Marika
- 1950 : Mon ami le cambrioleur de Henri Lepage : Nadia
- 1950 : Porte d'Orient de Jacques Daroy : Arlette
- 1950 : Radio Cythère d'André Leroux (court métrage)
- 1950 : La Rue sans loi de Marcel Gibaud (supervisé par Léon Mathot) : Emma, l'entraîneuse du gang
- 1951 : Moumou de René Jayet : Brigitte Latouche
- 1951 : Piédalu à Paris de Jean Loubignac : Gloria Lamar
- 1952 : Brelan d'as (segment Je suis un tendre) d'Henri Verneuil : Michèle Leroy
- 1952 : Monsieur Taxi d'André Hunebelle : La Rousse de la maison de rendez-vous
- 1953 : La Famille Cucuroux d'Émile Couzinet : Geneviève de Coutville
- 1959 : Détournement de mineures de Walter Kapps : Michka
- 2003 : Jeux d'enfants de Yann Samuell : Sophie à 80 ans
- 2006 : Nathalie Nattier (La Plus Belle Fille du Monde) d'Armel de Lorme et Gauthier Fages de Bouteiller (documentaire)

## Théâtre
- 1954 : Ombre chère de Jacques Deval, mise en scène de l'auteur, Théâtre des Célestins
- 1957 : La Jalousie de Sacha Guitry, mise en scène Henry Murray, Théâtre des Célestins
- 1959 : La Mauvaise Semence de T. Mihalakeas et Paul Vandenberghe, mise en scène Alfred Pasquali, Théâtre des Arts
- 1961 : Chérie noire de François Campaux, mise en scène de l'auteur, Théâtre des Nouveautés
- 1964 : La Tragédie de la vengeance d'après Cyril Tourneur, mise en scène Francis Morane et Jean Serge, Théâtre Sarah-Bernhardt
- 1969 : Pour solde de tout compte de Dimitri Frenkel Frank, mise en scène Roland Monk, Théâtre du Tertre
- 1973 : Les Femmes au pouvoir d'Élie-Georges Berreby, mise en scène Christian Chevreuse, Théâtre des Mathurins